# 曼納林 (喬治亞州)
曼納林（英語：Munnerlyn）是位於美國喬治亞州伯克縣的一個非建制地區。該地的面積和人口皆未知。

## 地理
曼納林的座標為32°57′13″N 81°57′43″W / 32.95361°N 81.96194°W，而該地的平均海拔高度為81米（即266英尺）。